# Badhamiopsis
Badhamiopsis ist eine Gattung von Schleimpilzen der Myxogastria. Sie umfasst drei Arten.

## Merkmale
Die Fruchtkörper sind ungestielte, allgemein abgeflachte Plasmodiokarpe. Das Capillitium besteht aus einfachen, gelegentlich gegabelten, dornartigen Vertiefungen, die üblicherweise mit Kalkkörnchen gefüllt sind und am Ansatz des Fruchtkörpers durch kurze schlanke, kalklose Fäden verbunden sind. Ein Netzwerk aus Fäden fehlt jedoch.

## Verbreitung
Die Gattung ist bekannt unter anderem aus Japan, den USA und der Türkei.

## Systematik
Die Gattung wurde 1976 durch Travis E. Brooks und Harold W. Keller erstbeschrieben. Typusart ist die ursprünglich als Badhamia ainoae erstbeschriebene Badhamiopsis ainoae. Sie umfasst nach einigen Neubeschreibungen inzwischen drei Arten:
- Badhamiopsis ainoae
- Badhamiopsis cavifera
- Badhamiopsis nucleata

## Nachweise
Fußnoten direkt hinter einer Aussage belegen die einzelne Aussage, Fußnoten direkt hinter einem Satzzeichen den gesamten vorangehenden Satz. Fußnoten hinter einer Leerstelle beziehen sich auf den kompletten vorangegangenen Text.
1. ↑  Harold W. Keller, Travis E. Brooks: Corticolous Myxomycetes IV: Badhamiopsis, a New Genus for Badhamia ainoae In: Mycologia, 68:4, 1976, S. 834–841
2. ↑  Hermann Neubert, Wolfgang Nowotny, Karlheinz Baumann, Heidi Marx: Die Myxomyceten Deutschlands und des angrenzenden Alpenraumes unter besonderer Berücksichtigung Österreichs. Bd. 2, Karlheinz Baumann Verlag, Gomaringen 2000, ISBN 3-929822-01-6, S. 185
3. ↑  Ergül, C.C.; Dülger, B.; Oran, R.B.; Akgül, H.: Myxomycetes of the western Black Sea Region of Turkey. In: Mycotaxon 93, 2005, S. 270
4. ↑  eumycetozoa.com: An on line nomenclatural information system of Eumycezotozoa (Myxomycetes, Dictyostelids and Protostelids), Zugriff am 11. April 2012